# Liste der Kulturdenkmäler in Hömberg
In der Liste der Kulturdenkmäler in Hömberg sind alle Kulturdenkmäler der rheinland-pfälzischen Ortsgemeinde Hömberg aufgeführt. Grundlage ist die Denkmalliste des Landes Rheinland-Pfalz (Stand: 8. Dezember 2023).

## Einzeldenkmäler
| Bezeichnung | Lage                                 | Baujahr                            | Beschreibung                                                                    | Bild            |
| ----------- | ------------------------------------ | ---------------------------------- | ------------------------------------------------------------------------------- | --------------- |
| Wohnhaus    | Brunnenstraße 3 Lage                 | 17. oder 18. Jahrhundert           | Fachwerkhaus, verputzt, wohl aus dem 17. oder 18. Jahrhundert                   | Fotos hochladen |
| Wohnhaus    | Rathausstraße 8 Lage                 | 17. oder 18. Jahrhundert           | Fachwerkhaus, verputzt, teilweise massiv, wohl aus dem 17. oder 18. Jahrhundert | Fotos hochladen |
| Brunnen     | Schulstraße, Ecke Rathausstraße Lage | zweite Hälfte des 19. Jahrhunderts | gusseiserner Pumpbrunnen, zweite Hälfte des 19. Jahrhunderts                    | Fotos hochladen |